# Braham
Braham is een plaats (city) in de Amerikaanse staat Minnesota, en valt bestuurlijk gezien onder Isanti County en Kanabec County.

## Demografie
Bij de volkstelling in 2000 werd het aantal inwoners vastgesteld op 1276.
In 2006 is het aantal inwoners door het United States Census Bureau geschat op 1628, een stijging van 352 (27,6%).

## Geografie
Volgens het United States Census Bureau beslaat de plaats een oppervlakte van
3,3 km², geheel bestaande uit land. Braham ligt op ongeveer 292 m boven zeeniveau.

## Plaatsen in de nabije omgeving
De onderstaande figuur toont nabijgelegen plaatsen in een straal van 20 km rond Braham.